# Università Tribhuvan
L’Università Tribhuvan  è un'università pubblica con sede nella capitale del Nepal, Katmandu. Prende nome dal re nepalese Tribhuvan.

## Storia
Fondata nel 1959, è la più antica università del Nepal e la decima università più grande del mondo per numero di iscritti. L'ateneo offre 2.079 corsi di laurea e 2.000 programmi post laurea in una vasta gamma di discipline. A marzo 2017, aveva 60 campus e 1.084 college affiliati in tutto il paese.